# Mare Ingenii
Mare Ingenii (Mar del Ingenio) es un mar lunar que se encuentra en el hemisferio sur de la cara oculta de la Luna.
Tiene un diámetro de 318 kilómetros, y un área de unos 36.000 kilómetros cuadrados (similar la superficie de Taiwán).
Fue descubierto por la misión espacial soviética Luna 3, en 1959.
El mar se encuentra en la cuenca Ingenii. El material de la cuenca es del periodo Pre-Nectárico, y el del mar es del periodo Ímbrico Superior. Dentro del mar se puede distinguir el cráter Thomson, una gran cuenca circular, también cubierta por material basáltico. El cráter gris claro al sur del mar es Obruchev. Hacia el noreste se encuentra el cráter Van De Graaff.